# Евстифеев, Антон Юрьевич
Анто́н Ю́рьевич Евстифе́ев (род. 22 декабря 1989, Караганда, Казахская ССР) — российский экстремальный велосипедист в дисциплине BMX Freestyle.
Первый российский спортсмен, вышедший в финал соревнований Simple Session Архивная копия от 24 июня 2007 на Wayback Machine в 2011 году. Был признан лучшим Дерт и Парк райдером 2010, 2011 гг. по версии RBA.

## Биография
Родился 22 декабря 1989 года в Караганде, в Казахской ССР. В 1998 году переехал в г. Рязань, где и начал кататься на BMX в 2004 году. С 2008 года проживает и тренируется в Москве.
По версии Russian BMX Awards два года подряд (2010, 2011 гг.) признан лучшим BMX райдером по двум дисциплинам (Парк и Дерт)
Чемпион России по BMX 2013 года в дисциплине верт, 2 место в дисциплине парк, 3 место дисциплина дерт.

## Результаты
| Дата       | Событие                                                                    | Результат | Место           | Тип       |
| ---------- | -------------------------------------------------------------------------- | --------- | --------------- | --------- |
| 04.10.2014 | LStrails3 — Grand Opening                                                  | 1         | Москва          | Дерт      |
| 20.07.2014 | Adrenaline Games Архивная копия от 7 февраля 2015 на Wayback Machine       | 3         | Москва          | Парк      |
| 26.07.2014 | Moscow BMX Games                                                           | 4         | Москва          | Дерт      |
| 13.07.2014 | Action Sports Weekends Архивная копия от 7 февраля 2015 на Wayback Machine | 3         | Москва          | Парк      |
| 20.07.2013 | Adrenaline Games                                                           | 1         | Москва          | Парк      |
| 13.07.2013 | Moscow BMX Games Архивная копия от 1 ноября 2014 на Wayback Machine        | 2         | Москва          | Парк      |
| 19.07.2013 | Чемпионат России Архивная копия от 6 февраля 2015 на Wayback Machine       | 1 · 2 · 3 | Санкт-Петербург | Рампа     |
| 26.05.2013 | Young Blood                                                                | 2         | Атамань         | Парк      |
| 01.05.2013 | Чемпионат Москвы Архивная копия от 7 февраля 2015 на Wayback Machine       | 1         | Москва          | Парк      |
| 27.04.2013 | XSA TRAINING PARK GRAND OPENING                                            | 1         | Краснодар       | Парк      |
| 05.12.2011 | IV Фестиваль неолимпийских видов спорта                                    | 1         | Москва          | Парк      |
| 12.11.2011 | La Clau Dirt Contest                                                       | 1         | La Clau         | Дерт      |
| 18.09.2011 | XSA BACYARD JAM                                                            | 1 · 3     | Москва          | Парк/Дерт |
| 04.09.2011 | Mir Bike Battle                                                            | 1         | Москва          | Парк      |
| 15.08.2011 | Z-Games                                                                    | 1         | с. Поповка      | Дерт      |
| 16.07.2011 | Baltic Games                                                               | 2         | Гданьск         | Парк      |
| 06.02.2011 | Simple Session                                                             | 18        | Таллин          | Парк      |

## Работа моделью
Началом карьеры в 2008 году для Антона стало сотрудничество с Гошей Рубчинским, который предложил ему работать моделью на своих показах.
На мировой арене Антон дебютировал в показе модного дома Zzegna в 2011 году  Архивная копия от 5 апреля 2018 на Wayback Machine
Работал с такими брендами как: Ermagildo Zegna, Victor and Rolf, Wooyoungme, Leshommies, Antonio Marras и др,
Антон — постоянный участник европейских и российских недель мод.
В Москве Антон работает с несколькими модельными агентствами, RF Models и Neon Models.
Портфолио его модельных работ можно посмотреть тут (недоступная ссылка)